# The Legend of Haolan
La Leyenda de Haolan (chino simplificado: 皓镧传, chino tradicional: 	皓鑭傳, pinyin: Hào Lán Zhuàn, también conocida como "Beauty Haolan" inglés: The Legend of Haolan), es una serie de televisión china transmitida del 19 de enero del 2019 hasta el 20 de febrero del 2019 por iQiyi.
La serie se desarrolla durante el período de los Estados en Guerra y narra el ascenso de Li Haolan hasta convertirse en la Emperatriz Viuda (inglés: "Empress Dowager").

## Sinopsis
Traicionada por su familia y su primer amor el Príncipe Jiao, Li Haolan se encuentra en circunstancias desesperadas al inicio. Su padre, Li He, quien es el censor del Estado arregla que se case con el ministro de justicia y hombre mayor Yu Ping, quien trata a sus esposas brutalmente. Intentando huir del matrimonio arreglado Haolan le pide  al Príncipe Jiao que la salve casándose con ella, pero cuando su madrastra Gao Min descubre sus intenciones, ordena que la maten y la arrojen al río. 
Sin embargo Haolan logra sobrevivir por poco y cuando regresa descubre que su reputación está hecha trizas, luego de que Gao Min difundiera el rumor de que Haolan había avergonzado a la familia al huir con un extraño, todo con el objetivo de cubrir su desaparición, lo que ocasiona que la madre de Haolan, Wang Wan'er, una humilde concubina pierda la cordura al no saber el destino de su hija.
Haolan queda destrozada cuando Gao Min ordena el asesinato de su madre y luego la vende como esclava, y aún más cuando ve al Príncipe Jiao casarse con su hermana menor, Li Xiuyu. Al descubrir las verdaderas intenciones de todos los involucrados e incapaz de regresar a su hogar, Haolan jura que jamás volverá a suplicar por nada en su vida, mientras que sale de las pésimas circunstancias en las que se encuentra y promete vengarse por la muerte de su madre y de todas las personas que la lastimaron. Por otro lado Lu Buwei, es un intrigante comerciante que termina comprando a Haolan, pronto le interesa su inteligencia y decide asociarse con ella para obtener poder. 
A través de la influencia de Buwei, Haolan logra ingresar a la Corte Imperial de Zhao donde conoce a Ying Yinren, el joven Príncipe de Qin, quien se encuentra como prisionero. 
A medida que los Estados de Qin y Zhao caen en guerra, el equilibrio de poder comienza a cambiar de manos, mientras que Haolan y Ying Yiren terminan enamorándose. Ahora en la cima Haolan, comienza su venganza contra todos los que le hicieron daño.

## Reparto

### Personajes principales
| Actor     | Personaje                   | N.º de episodios | Notas |
| --------- | --------------------------- | ---------------- | --- |
| Wu Jinyan | Li Haolan / Zhao Ji         | 62               | Es la hija mayor de Li He, un alto funcionario y de su primera esposa Wang Wan'er. Es una mujer inteligente, talentosa, gentil y amable que se convierte en una mujer ferozmente decidida a vengar las grandes injusticias cometidas en su contra, ganando el poder suficiente para asegurar que nadie pueda volver a lastimarla. Debido a que se encuentra en el mismo camino por el poder que Lü Buwei, hace un pacto con él y aunque al inicio tienen sentimientos el uno por el otro, las cosas cambian cuando Haolan conoce al Príncipe Ying Yiren (el futuro Rey Zhuangxiang de Qin), de quien comienza a enamorarse y más tarde se convierte en su esposa, su Reina y la madre de su hijo. Haolan no tiene miedo de levantar su voz cuando observa algún mal comportamiento o exigir que sea tratada de manera justa. |
| Mao Zijun | Ying Yiren / Príncipe Zichu | -                | Es el hijo de Lord Anguo y su concubina Xia Ji, más tarde es adoptado por Lady Huayang, la nueva esposa de su padre. Inicialmente es el vigésimo séptimo Príncipe de Qin y más tarde se convierte en el Rey Zhuangxiang de Qin. Yiren es mantenido como un rehén real en la corte imperial de Zhao, para asegurar el cumplimiento de su país de origen. Es un hombre inteligente, generoso, cálido y agradable que ama la música y el arte, pero que odia a sus captores: la familia real de Zhao. Cuando conoce a Li Haolan se enamora profundamente de ella y hace todo lo que está en sus manos para protegerla de la corte real de Zhao, en especial de la celosa Princesa Ya. Más tarde la convierte en su esposa y tiene un hijo con ella, el futuro Rey del Estado de Qin y en el Emperador Qin Shi Huang. |
| Nie Yuan  | Lü Buwei                    | -                | Es un comerciante con una reputación de ser na persona astuta y excelente en el comercio, que entiende la importancia de la apariencia y las conexiones. A pesar de pertenecer a una de las familias más ricas del Estado de Zhao, se les permitió a las clases sociales más altas pisotearlo junto a su padre debido a su estatus de comerciante, lo que ocasionó que Buwei prometiera que algún día cuando tuviera más poder que ellos se vengaría. A menudo oculta su altruismo con el pretexto de que en realidad es un plan para obtener dinero y nunca desaprovecha una situación, por lo que a veces la gente lo malinterpreta. Cuando conoce a Haolan se enamora de ella y hacen un pacto para que suba al poder y así ambos poder vengarse de las personas que los lastimaron. Cuando Haolan conoce al Príncipe Ying Yiren y poco a poco comienza a enamorarse de él, Buwei se ponga celoso, sin embargo entre el poder y sus sentimientos hacia ella, decide mantener su poder. |

### Personajes secundarios

#### Estado Zhao
| Actor        | Personaje                   | N.º de episodios | Notas |
| ------------ | --------------------------- | ---------------- | --- |
| Wang Zhifei  | Zhao Dan                    | -                | Es el Rey Xiaocheng de Zhao. Es conocido por amar a las mujeres y bailarinas bellas, es un hombre supersticioso y llena su harén con distracciones fáciles. |
| Ning Jing    | Lady Li, Emperatriz de Zhao | -                | Es la Reina del Rey Xiaocheng. Es una mujer extremadamente inteligente y aburrida, que puede darse cuenta fácilmente a través de los planes de las personas. Se siente atraída por el ingenio de Li Haolan, por lo que la convierte en su doncella como diversión y ejercicio mental. |
| Yin Xu       | Lady Yun Chisu              | -                | Es una bailarina y una de las concubinas del Rey Xiaocheng, así como la madre del Príncipe Yi. |
| Yang Caiying | Lady Mei                    | -                | Es una de las concubinas del Rey Xiaocheng, es incapaz de quedar embarazada debido a las maldades de Lady Li. |
| Zhang Nan    | Han Qionghua                | -                | Es una Princesa del Estado Han, más tarde se convierte en la concubina del Rey Xiaocheng y en la amante del Príncipe Yu a quienes espía por su estado. Es prima del Príncipe Yiren por parte de su madre. Qionghua ve a Haolan como una oponente respetable e inteligente y más tarde la salva de morir a manos de la Emperatriz de Zhao. Extraña su hogar y quiere ser libre, más tarde muere luego de ser envenenada. |
| Hong Yao     | Príncipe Jiao               | -                | Gong Zi Jiao: es el hijo mayor del Rey Xiaocheng y de su concubina Lady Gao, así como el hijo adoptivo de Lady Li, y el medio hermano de los Príncipes Yu, Yi y la Princesa Ya. Es un hombre egoísta y que se cree muy importante, con aspiraciones políticas muy elevadas. Aunque está enamorado de Li Haolan, termina casándose con su hermana menor, Li Xiuyu con el objetivo de alcanzar el poder. Es rápido para exigir sus demandas y no tiene miedo en difundir falsas acusaciones para obtenerlas. Está celoso del Príncipe Yiren, debido al amor y cercanía que comienza a desarrollar con Haolan. Inicia una rebelión contra su padre, sin embargo su plan no resulta y termina siendo asesinado. |
| He Fengtian  | Príncipe Yu                 | -                | Es el segundo hijo del Rey Xiaocheng y de su concubina Lady Yun. Cuando descubre que su hermana, la Princesa Ya es la responsable de presionar a su padre para que tome la decisión de ejecutar al Príncipe Yiren por celos, se opone. |
| Zhao Yiqin   | Príncipe Yi                 | -                | Zhao Yi: es el tercer hijo del Rey Xiaocheng y de su concubina Lady Yuan. Está enamorado de Yin Xiaochun. Más tarde aunque cuando descubre que la Emperatriz de Zhao le ordenó matar a su madre embarazada y a su hermana menor durante el parto, ordena que sea ejecutada, sin embargo poco después se da cuenta de que no puede dejar de amarla. Muere luego de ser rodeado por los soldados del ejército de Qin liderados por Bai Zhong durante una batalla. |
| Hai Ling     | Princesa Ya                 | -                | Es la hija del Rey Xiaocheng y de Lady Li, así como su hija favorita y más consentida. Es una mujer con un temperamento volátil, puede ser una persona obsesiva y posesivamente sofocante hacia las cosas que quiere y a la vez una mujer indiferente que destruye todo lo demás. Se aburre rápidamente y una vez que obtiene lo que quiere lo cambia. Está enamorada del Príncipe Yiren, sin embargo él no le corresponde y le deja en claro que nunca a estado interesado en ella y nunca lo estará. Odia a Haolan ya que el Príncipe está enamorado de ella, por lo que cuando le pone una trampa para obligarla a casarse con un guardia común y corriente, el Príncipe la salva y se casa con Haolan. Llena de celos más tarde se une a la rebelión del Príncipe Jiao contra el estado e intenta matar a Haolan, sin embargo sus planes se destruyen y es arrestada bajo las órdenes de su madre, sin embargo poco después su madre la ayuda a huir. Más tarde se casa con el Príncipe Ying Zixi, el hermano de Yiren para estar cerca de él. |
| Liu Enshang  | Zhao Sheng                  | -                | Lord Pingyuan: es el primer ministro de Zhao, un hombre inteligente y práctico que interactúa con las clases "normales" más a menudo que sus superiores y es experto en navegar por las ridículas exigencias de la nobleza superior. Trabaja mucho para garantizar que el estado continúe funcionando de manera igualmente práctica. |
| Nan Fulong   | Gongsun Qian                | -                | Es un general de Qin que protege al Príncipe Ying Yiren de Qin durante 10 años mientras estuvo como rehén en Zhao. Gongsun ayuda a Yiren a escapar y muere protegiendo a Li Haolan y a su hijo Ying Zheng. |
| Jiang Zixin  | Yin Xiaochun                | -                | Es la mejor doctora en la Corte de Zhao. Es una mujer hábil y con carácter, que no soporta las mentiras y no acepta sobornos. Aunque no está a gusto con la gente del palacio, cuando conoce a Li Haolan se llevan muy bien. Xiaochun siempre está para ayudar a Haolan a resolver cualquier situación peligrosa y viceversa. |
| Lu Zhongtai  | -                           | -                | Es el director de los grandes adivinos (inglés: "Grand Diviners"). |
| Yang Hongwu  | Gao Meng                    | -                | Es un general del estado de Zhao. |
| Pei Zitian   | Gao Haoyang                 | -                | Es un general del estado de Zhao. Es el primo de Li Xiuyu y aunque no está relacionado por sangre con Li Haolan, es su primo legal. Cuando se entera del suicidio de Xiuyu, su prima favorita culpa a Haolan. Es el encargado de dirigir las tropas fuera de la puerta de la ciudad para luchar contra el ejército de Qin. |
| Yao Weiping  | Lian Po                     | -                | Es un general del estado de Zhao. |
| Lian Lian    | Xiao Hongye                 | -                | Es una de las asistentes de Lady Li. |
| Zhang Jingru | Azhao                       | -                | Es una de las asistentes de Lady Li. |
| Shi Jingzi   | Lüzhu                       | -                | Inicialmente una de las asistentes de Han Qionghua, más tarde se convierte en la asistente de Lady Li. |
| Chen Haoming | Xiaxue                      | -                | Es la asistente de la Princesa Ya. |
| Du Lingli    | Baihe                       | -                | Es una empleada dentro del Palacio Xuri. |

#### Casa Li
| Actor        | Personaje   | N.º de episodios | Notas |
| ------------ | ----------- | ---------------- | --- |
| Shen Baoping | Li He       | -                | Es el padre de Li Haolan y el Censor del Estado Zhao. Es un hombre motivado por la gloria personal y familiar, y está dispuesto a tomar las riendas para conseguirlo. Es consciente de la verdad acerca de las circunstancias de su hija, sin embargo a pesar de su aparente tristeza por la situación, no hace ningún esfuerzo para defenderla o a su madre, ya que obtiene beneficios de sus sufrimientos. |
| Lu Ling      | Wang Wan'er | -                | Es la primera esposa y concubina de Li He, así como la madre de Li Haolan. A pesar de esto cuando la rica y poderosa Gao Min comenzó a demostrar interés en Li He, su esposo utilizó la posición extranjera de Wan'er para ignorar la ley y despojarla de su posición, dejándola como una simple concubina. Más tarde es asesinada bajo las órdenes de Gao Min. |
| Wang Lin     | Gao Min     | -                | Es la segunda y principal esposa de Li He. Es una mujer cruel y calculadora, a quien sólo le interesa su propio bienestar y que está dispuesta a tomar lo que quiere por la fuerza, incluso tomar acciones brutales contra los que la obstaculizan para alcanzar lo que desea. Utiliza la riqueza de su familia e ingenio para manejar a la familia Li. Es la responsable de mandar matar a Wang Wan'er y a Li Haolan y más tarde de vender a Haolan. |
| Li Chun'ai   | Li Xiuyu    | -                | Es la hija menor de Li He y de su segunda esposa Gao Min, así como la media hermana menor de Li Haolan. Aunque era cercana a Haolan de pequeña siempre la ha envidiado al saber que es más talentosa y favorecida que ella. Finalmente muestra sus verdaderas intenciones de adulta y termina casándose con el Príncipe Jiao, el primer amor de Haolan. Es sentenciada a ser ejecutada luego de cometer adulterio, sin embargo termina quitándose la vida utilizando la horquilla de Haolan para incriminarla por última vez, sin embargo sus planes no resultan. |
| Liu Shitong  | Fangcao     | -                | Es la sirvienta de Gao Min y más tarde se convierte en el sirvienta de Li Xiuyu. |

#### Casa Yu
| Actor         | Personaje | N.º de episodios | Notas |
| ------------- | --------- | ---------------- | --- |
| Wang Jianguo  | Yu Ping   | -                | Es el ministro de Justicia Criminal de Zhao. Un hombre que tiene una reputación de ser una persona brutal cuyas esposas han muerto bajo circunstancias sospechosas. La familia Li le debe y ofenderlo puede ocasionar graves consecuencias. Cuando les solicitó la mano de Li Haolan en matrimonio y fue rechazado, esto desencadenó su caída. |
| Gong Zhengnan | Yu Hao    | -                | Es el hijo mayor de Yu Ping, aunque no tiene la inteligencia de su padre, abusa de su poder y aprovecha todos sus derechos. |

#### Casa Lü
| Actor      | Personaje | N.º de episodios | Notas |
| ---------- | --------- | ---------------- | --- |
| Wen Haibo  | -         | -                | Es el padre de Lü Buwei. Muere luego de salvar a su hija de un intento de asesinato orquestado por la Emperatriz de Zhao.                         |
| Gao Yu'er  | Yao Ji    | -                | Es una de las bailarinas de Lü Buwei. |
| Zheng Long | Situ Que  | -                | Es el hermano mayor de Situ Yue y uno de los asistentes de Lü Buwei. Es el encargado de asesinar al Príncipe Ying Zixi bajo las órdenes de Buwei. |
| Zhang Yixi | Situ Yue  | -                | Es la hermana menor de Situ Que y una de las asistentes de Lü Buwei, más tarde se convierte en una de las sirvientas del palacio.                 |

#### Estado Qin
| Actor        | Personaje              | N.º de episodios | Notas |
| ------------ | ---------------------- | ---------------- | --- |
| He Qiang     | Ying Ji, Rey Zhaoxiang | -                | Es el Rey del Estado de Qin, el abuelo de Ying Yiren y Ying Zixi, así como el padre de Lord Anguo. Luego de su muerte su nieto Yiren sube al trono. |
| Wang Maolei  | Ying Zhu, Rey Xiaowen  | -                | Lord Anguo es el padre de Ying Yiren y Ying Zixi. El Príncipe Heredero de Qin, quien más tarde se convierte en el Rey Xiaowen de Qin. |
| Tan Zhuo     | Lady Huayang           | -                | Es una dama del clan Mi de Chu, así como la esposa de Lord Anguo y la madre adoptiva de Ying Yiren. Más tarde se convierte en la reina de Qin y la Reina Viuda Huayang de Qin.                                                                                   |
| Tong Mengshi | Ying Zheng             | -                | Es el hijo mayor de Ying Yiren y Li Haolan. Es el Príncipe de Qin, quien más tarde se convierte en el Príncipe Heredero del Estado y en el Emperador de China, Qin Shi Huang.                                                                                    |
| He Jiayi     | Xia Ji                 | -                | Es la concubina de Lord Anguo y la madre de Ying Yiren. Más tarde se convierte en la futura Reina Viuda Xia de Qin. A pesar de que parece bondadosa en realidad esconde su lado oscuro. Es la encargada de desfigurar el rostro de la Princesa Ya, como castigo. |
| Wang Yu      | Príncipe Ying Zixi     | -                | Es el hijo de Lord Anguo, el hermano mayor de Ying Yiren y el esposo de la Princesa Ya. Es asesinado bajo las órdenes de Lu Buwei mientras se rebelaba contra la corona de su hermano.                                                                           |
| Fang Anna    | Lady Siluo             | -                | Es un miembro del harem, está enamorada de Ying Yiren, sin embargo él no le corresponde, ya que ama a Li Haolan, por lo que siempre está celosa de ella. |
| Zhu Jian     | Lao Ai                 | -                | Es el hijo menor del Rey de Han. Luego de ser salvado por Haolan, después de afirmarle que era el hermanastro de Han Qionghua, comienza a admirarla. |

#### Casa Bai
| Actor      | Personaje           | N.º de episodios | Notas |
| ---------- | ------------------- | ---------------- | --- |
| Yu Yankai  | Bai Qin, Lord Wu'an | -                | Es un destacado líder militar del Estado Qin. |
| Li Chuan   | Bai Zhong           | -                | Es un General y el hijo de Bai Qin. Está enamorado de Yin Xiaochun, por lo que está celoso del afecto que se tienen Xiaochun y el Príncipe Yin. Zhong es el responsable de la muerte del príncipe luego de dispararle con una flecha. |
| Pu Guanjin | Bai Ling'er         | -                | Es la hija de Bai Qin y la esposa de Lu Buwei. |

#### Casa Fan
| Actor         | Personaje | N.º de episodios | Notas                                    |
| ------------- | --------- | ---------------- | ---------------------------------------- |
| Tan Jianchang | Fan Ju    | -                | Es el Primer Ministro del Estado de Qin. |
| Xu Muchan     | Fan Ya    | -                | Es la hija de Fan Ju.                    |
| Gu Kaili      | -         | -                | Es la niñera de Fan Ya.                  |

#### Estado Chu
| Actor        | Personaje                 | N.º de episodios | Notas |
| ------------ | ------------------------- | ---------------- | --- |
| Zhao Jiuyi   | Príncipe Xiong Wan        | -                | Es el Príncipe Heredero de Chu, quien más tarde se convierte en el Rey Kaolie de Chu. Se enamora de la Princesa Ya a primera vista y pide su mano, sin embargo Li Haolan lo convence de alejarse. |
| Liu Min      | Lady Xiong, Marquesa Xuan | -                | Es la hermana menor de Lady Huayang y la esposa del Marqués Xuan. Manda matar a su hermano menor para evitar que ella y su hermana la Emperatriz Viuda se vean implicadas en los falsos rumores sobre la verdadera identidad del Príncipe Zheng. Poco después sintiéndose culpable por sus actos termina suicidándose. |
| Zhou Yunshen | Xiong Chen                | -                | Lord Yangquan, es el hermano menor de Lady Huayang. Es asesinado bajo las órdenes de su hermana mayor Lady Xiong |
| Xu Hao       | Princesa Yun Meng         | -                | |

### Otros personajes
| Actor        | Personaje | N.º de episodios | Notas                                                       |
| ------------ | --------- | ---------------- | ----------------------------------------------------------- |
| Tang Xiangen | Zhu Xian  | -                |                                                             |
| Hong Shiya   | Cheng Xiu | -                | Fue asesinada por Lu Buwei.                                 |
| Wang Meixin  | Pang Min  | -                | Es la hija de un oficial de Qin, que admira al Príncipe Yu. |

## Episodios
La serie estuvo conformada por 62 episodios, los cuales fueron emitidos todos los sábados a martes a las 20:00 (2 episodios) del 19 de enero al 6 de febrero, y posteriormente de lunes a domingo a las 20:00 (2 Episodios) del 6 de febrero al 20 de febrero. 
Originalmente la serie estaría conformada por 63 episodios, sin embargo el último episodio fue eliminado debido a imprecisiones históricas, por lo que la serie finalizó con 62 episodios y el nuevo final fue narrado.

## Música
El tema de inicio de la serie fue "月出" interpretado por Ah Lu y Huang Ya Li (China), y "心有不甘" interpretado por Hana Kuk (para TVB).

## Producción
La serie también fue conocida como "Beauty Haolan".
Fue dirigida por Li Dachao, escrita Er Di y contó con el apoyo del productor ejecutivo Yu Zheng.
La serie fue filmada del 20 de diciembre del 2017 al 8 de abril del 2018. También contó con la compañía de producción "Huanyu Film".
El 13 de noviembre del 2018 se anunció que la serie que originalmente sería estrenada el jueves 15 de noviembre, había sido pospuesta por 3 días debido a ajustes programados, así como la conferencia de prensa programada para el mismo día del anuncio. Finalmente la serie fue estrenada el 19 de enero del 2019.

### Recepción
A su estreno la serie obtuvo buenas calificaciones de audiencia.

### Emisión internacional
| País                        | Cadena                        | Emisión (Horario)                                                                                    | Notas                 |
| --------------------------- | ----------------------------- | --- | --------------------- |
| Australia                   | TVB Jade                      | febrero de 2019                                                                                      |                       |
| Estados Unidos              | TVB Jade                      | febrero de 2019                                                                                      |                       |
| Hong Kong y Sudeste de Asia | Star Chinese Channel TVB Jade | 19 de enero - 16 de abril de 2019 (entre semana a las 22:00) 4 de febrero - 14 de abril de 2019      |                       |
| Macao                       | TVB Jade                      | 4 de febrero - 14 de abril de 2019 (lunes a viernes a las 8:30) (2 episodios los sábados a las 8:30) | (doblado al cantones) |
| Malasia                     | TVB Jade Astro AOD            | 4 de febrero - 14 de abril de 2019 (lunes a viernes a las 8:30) (2 episodios los sábados a las 8:30) | (doblado al cantones) |
| Singapur                    | TVB Jade                      | 4 de febrero - 14 de abril de 2019 (lunes a viernes a las 8:30) (2 episodios los sábados a las 8:30) | (doblado al cantones) |